# دامیان فرناندز
دامیان فرناندز (انگلیسی: Damián Fernández؛ زادهٔ ۲ ژانویهٔ ۲۰۰۱) بازیکن فوتبال است.
از باشگاه‌هایی که در آن بازی کرده‌است می‌توان به باشگاه فوتبال ولز سارسفیلد اشاره کرد.
وی همچنین در تیم ملی فوتبال آرژانتین زیر ۱۷ سال بازی کرده‌است.